# شاطئ بوقرنين
شاطئ بوقرنين (بالفرنسية: Plage Boukarnine)‏، هو شاطئ يقع في مدينة بنقردان، ويعتبر ثاني شاطئ في المدينة بعد شاطئ مرسى القصيبة وهو الوجهة المفضلة لمتساكني منطقة جميلة خاصةً، ويتميز بالنشاطات الترفيهية والدورات الرياضية في موسم الإصطياف والتي تقام سنوياً من طرف أبناء الجهة. ويمتاز بتوافد العائلات خاصة.

## الأنشطة بالفسحة الشاطئية
- دورة بوقرنين لكرة القدم الشاطئية.
- دورة كرة قدم للكبار ما فوق 40 سنة.
- بطولة ترفيهية لرابطة الجنوب الشرقي للكاراتي.
- عروض فرجوية لرواد الشاطئ.

## مقالات ذات صلة
- شاطئ مرسى القصيبة
- شاطئ جنيّح
- شاطئ الكتف
- شاطئ الصٌلب

## وصلات خارجية
- الموقع الرسمي.